# Piotr Włodarczyk
Piotr Włodarczyk (Wałbrzych, 4 maggio 1977) è un ex calciatore polacco, di ruolo attaccante.

## Carriera

### Biografia
È il padre di Szymon, anche lui calciatore professionista, nato nel 2003.

### Club
Con la maglia del Legia Varsavia si è laureato campione di Polonia nel 2006. Nel corso di quella stagione ha contribuito al titolo con dieci reti in trenta apparizioni.

### Nazionale
Ha esordito in nazionale il 18 agosto 1999, subentrando all'87 al compagno di squadra Artur Wichniarek nel match amichevole giocato contro la Spagna.

## Palmarès

### Club
- Campionato polacco: 1

Legia Varsavia: 2005-2006